# Olympische Winterspiele 1924/Teilnehmer (Schweden)
Schweden nahm an den Olympischen Winterspielen 1924 in Chamonix mit einer Delegation von 31 Athleten in 5 Sportarten teil. Das schwedische NOK hatte 40 Sportler zu den Spielen gemeldet, von denen 31 an Wettkämpfen teilnahmen. Ein Athlet war bereits zum zweiten Mal bei Olympischen Spielen dabei:
- Gillis Grafström (1920 Eiskunstlauf)

Bilanz: Medaillenhoffnungen gab es für die Schweden vor allem im Eiskunstlaufen, Curling und im Eishockey. Das Curling bekam erst 2006 rückwirkend den Status eines offiziellen olympischen Wettbewerbes, so dass die dort gewonnene Silbermedaille zunächst in den Ergebnislisten nur als Trophäe eines Demonstrationswettbewerbes geführt wurde. In Chamonix war man noch davon überzeugt gewesen, dass alle dort ausgetragenen Wettbewerbe olympisch seien. Im Eiskunstlaufen erfüllte Gillis Grafström mit seiner erfolgreichen Titelverteidigung als einziger des schwedischen Teams die Erwartungen, die an ihn gestellt wurden. Einen Platz auf dem Treppchen hätte auch seine Sportskameradin Svea Norén haben können. Die Vizeweltmeisterin von 1922 reiste aber nicht an. Auch Bronze im Eishockey war ursprünglich schon gebucht gewesen. Doch die Spieler um Mannschaftskapitän Birger Holmquist vergeigten ihren zweiten olympischen Auftritt, als sie in der Finalrunde überraschend mit 3:4 gegen Großbritannien verloren. Die Skisportler hatten gegen die norwegische Übermacht keine Chance. Axel-Herman Nilsson, Torkel Persson, Per-Erik Hedlund, Ernst Alm und die übrigen belegten Platzierungen zwischen 5 und 12. Im Eisschnelllaufen genau dasselbe Drama. Die Finnen und die Norweger dominierten die Läufe derart, dass Axel Blomqvist mit Platz 6 über die 500 m noch am besten abschnitt.

## Teilnehmer nach Sportarten

### Skisport(10)
- Ernst Alm
50 km Langlauf (Platz 6)
- Per Erik Hedlund
18 km Langlauf (Platz 6), 50 km Langlauf (dnf)
- Menotti Jakobsson
Nordische Kombination (Platz 8), Skispringen (Platz 7)
- Oskar Lindberg
50 km Langlauf (Platz 8)
- Nils Lindh
Nordische Kombination (dnf), Skispringen (Platz 9)
- Axel-Herman Nilsson
Nordische Kombination (Platz 5), Skispringen (Platz 6)
- Torkel Persson
18 km Langlauf (Platz 9), 50 km Langlauf (Platz 5)
- Elis Sandin
18 km Langlauf (Platz 8)
- Ebbe Schuman
Nordische Kombination (dns)
- Nils Sundh
Skispringen (Platz 12)
- Erik Winnberg
18 km Langlauf (Platz 10)

### Eiskunstlauf(1)
- Gillis Grafström
Männer (Gold)
- Svea Norén
Frauen (dns)

### Eisschnelllauf(2)
- Gustaf Andersson
500 m (dns), 1500 m (dns), 5000 m (dns), 10.000 m (dns), Mehrkampf (dns)
- Eric Blomgren
500 m (Platz 11), 1500 m (dns), 5000 m (Platz 12), 10.000 m (dns), Mehrkampf (dnf)
- Axel Blomqvist
500 m (Platz 6), 1500 m (Platz 13), 5000 m (Platz 15), 10.000 m (dns), Mehrkampf (dnf)

### Eishockey(10)
Eishockey-Team (Platz 4)
- Ruben Allinger
- Wilhelm Arwe
- Erik Burman
- Birger Holmquist Kapitän
- Gustaf Johansson
- Helge Johansson
- Karl Josefsson
- Ernst Karlberg
- Nils Molander
- Einar Olsson

Reserve: E. Eriksson, J.E. Eriksson, T. Lundborg, O. Mellgren, S. Mellgren, R. Rundquist, R. Tidquist

### Curling(8)
Curling-Team (Silber)
- Johan Åhlén
- Carl Kronlund
- Ture Ödlund
- Carl Petersén
- Carl-Axel Pettersson
- Erik Severin
- Karl-Erik Wahlberg
- Victor Wetterström

## Medaillen
|          | Gold | Silber | Bronze | Gesamt |
| -------- | ---- | ------ | ------ | ------ |
| Schweden | 1    | 1      | 0      | 2      |

## Medaillengewinner

### Goldmedaillen
- Eiskunstlaufen, Männer: Gillis Grafström

### Silbermedaillen
- Curling: Johan Åhlén, Carl Kronlund, Ture Ödlund, Carl Petersén, Carl-Axel Pettersson, Erik Severin, Karl-Erik Wahlberg und Victor Wetterström

### Bronzemedaillen
keine